# كتلة حرارية

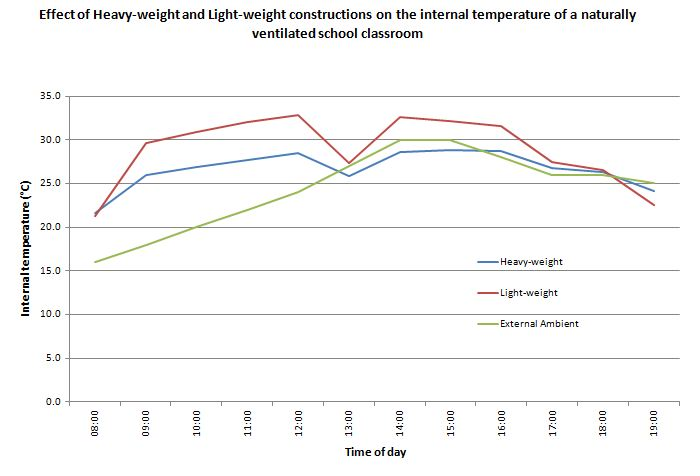

هي فكرة مهمة في تصميم المباني التي تناقش كيفية إضافة كتل جديدة للمباني تقاوم التقلبات في درجات الحرارة، أحيانا تعرف ب {الموازنة الحرارية} thermal flyweed effect على سبيل المثال عندما يكون هناك تذبذب في درجات الحرارة في الخارج تستطيع هذه الكتل امتصاص الحرارة ومن ثم تقوم ببث هذه الطاقة (الحرارة) إلى المنطقة الأقل درجة حرارة، وبالتالي تقلل نسبة التذبذب في درجات الحرارة مما يقلل من التوصيل الحراري للمباني، مما يسمح بتبريد وتسخين المبنى أو حتى الاحتفاظ بها لفترة أطول.
- علميا:

تعتمد الكتلة الحرارية على السعة الحرارية أو الطاقة الحرارية (قدرة الجسم على تخزين الطاقة الحرارية)
يجب التفريق بين العزل الحراري والكتلة الحرارية. فالعزل الحراري لا يحتاج إلى نقل الطاقة إلى داخل المبنى إنما التخلص من الطاقة.
لكن الكتلة الحرارية تعمل على حفظ الطاقة الحرارية ثم بث هذه الطاقة
الكتلة الحرارية وتساوي أو تعادل السعة الحرارية، (قدرة الجسم على تخزين الطاقة الحرارية). ويشار عادة إليها بالرمز C  ال </ الفرعي> وتقاس في وحدات من J / °C أو J / K (والتي تعادلها). ويمكن أيضا أن تستخدم الكتلة الحرارية للآلات.

## الكتلة الحرارية في المباني
الكتلة الحرارية فعالة في تحسين مستوى الراحة في المبنى في أي مكان (الذي يواجه التقلبات اليومية من درجات الحرارة)، على حد سواء في فصل الشتاء وكذلك في فصل الصيف.
عندما تستخدم بشكل جيد وجنبا إلى جنب مع passive solar radiation، الكتلة الحرارية يمكن أن تلعب دورا مهما في خفض كبير في استخدام الطاقة في التدفئة والتهوية وتكييف الهواء.
```
:السعة الحرارية :-هي من سمات المواد؛ 
الخصائص الكثافة
   الذي يجب أن يكون مضروبا في وحدات مماثلة لإعطاء قدرة حرارة الجسم كله من المواد. بالتالي ان السعة الحرارية محسوبة بشكل  مكافئ كمنتج 
للكتلة
  من الجسم والقدرة حرارية محددة c لهذه المادة، أو نتاج عدد من 
(وحدة)
 ق من الجزيئات الحالي n والرحى قدرة الحرارة النوعية <> c>. لمناقشة لماذا على تخزين الطاقة الحرارية من المواد النقية قدرات تختلف، انظر 
العوامل التي تؤثر في قدرة محددة للحرارة
.
:شروط ثقيلة الوزن وغالبا ما تستخدم خفيفة الوزن لوصف المباني مع مختلف الاستراتيجيات الكتلة الحرارية، ويؤثر على خيار من العوامل العددية المستخدمة في حسابات لاحقة لوصف استجابتها الحرارية للتدفئة والتبريد.
:في 
البناء والخدمات الهندسية
 لاستخدام برامج المحاكاة الديناميكية النموذجية الحاسوبية وسمحت لحساب دقيق للأداء البيئي داخل المباني مع مختلف المنشآت ومختلف  البيانات السنوية للمناخ. هذا يسمح 
للمصمم
 وكذلك مستويات العزل، في الحد من استهلاك الطاقة 
لالتدفئة والتهوية وتكييف الهواء
، أو حتى إزالة الحاجة إلى مثل هذه الأنظمة تماما.
:السعة الحرارية
```

المعادلة المتعلقة بالطاقة الحرارية والكتلة الحرارية هو:
حيث c والطاقة الحرارية نقل، C  هي الكتلة الحرارية في الجسم، وΔ t هو التغير في درجة الحرارة.

على سبيل المثال، إذا تم إضافة 250 J من الطاقة الحرارية لمعدات النحاس مع الكتلة الحرارية من 38.46 J / درجة مئوية، ودرجة الحرارة سوف ترتفع بمقدار 6.50 درجة مئوية.
إذا كان الجهاز يتكون من مادة متجانسة مع الخصائص الفيزيائية المعروفة بما فيه السعة capacity، والكتلة الحرارية هو مجرد كتلة من المواد الحالية للقدرة الحرارية والنوعية لتلك المواد. يمكن استخدام القدرة الحرارية لمكوناتها النقية في الحساب

## المناخات المعتدلة المعتدلة والباردة
- الكتل الحرارية الشمسية

يتم وضع مثالي للكتلة الحرارية داخل المبنى، وتقع حيث لا يزال أن تتعرض لأشعة الشمس في فصل الشتاء المنخفضة، ولكن بمعزل عن الفقدان الحراري. نفاس الكتلة الحرارية من أعلى زاوية لأشعة الشمس في الصيف من أجل منع الإفراط في التدفئة
وارتفعت درجة حرارة الكتلة الحرارية بشكل سلبي من قبل الشمس أو بالإضافة إلى ذلك من قبل أنظمة التدفئة الداخلية خلال النهار. ثم يتم تحرير الطاقة الحرارية المخزنة في كتلة مرة أخرى إلى الداخل خلال الليل. فمن الضروري أن يتم استخدامها جنبا إلى جنب مع مبادئ مستوى passive solar radiation.
ويمكن استخدام أي شكل من أشكال الكتلة الحرارية. قاعدة خرسانية بلاطة إما تعريضهم أو مغطاة بمواد موصلة على سبيل المثال والبلاط، هو حل واحد سهل. طريقة أخرى رواية هو وضع واجهة البناء من منزل الأخشاب مؤطرة في الداخل ('الاتجاه المعاكس من الطوب القشرة'). ويطبق أفضل الكتلة الحرارية في هذه الحالة على مساحة واسعة وليس بكميات كبيرة أو سمك. 7،5-10 سم (3-4 ") غالبا ما تكون كافية.
منذ أهم مصدر للطاقة الحرارية من الشمس، ونسبة الزجاج إلى الكتلة الحرارية يشكل عاملا مهما للنظر فيها. وقد وضعت الصيغ المختلفة لتحديد هذا Chiras  وكقاعدة عامة، إضافية الشمسية المعرضة الكتلة الحرارية يجب أن تطبق على نسبة من 6-8:1 عن أي مجال من مجالات التي تواجه المنطقة الشمالية (جنوب نصف الكرة الأرضية)، أو تواجه الجنوب (الشمالية. نصف الكرة الأرضية) واجهات زجاجية فوق 7٪ من المساحة الإجمالية. على سبيل المثال 200 متر  2 </ سوب> منزل مع 20 م  2 </ سوب> من الزجاج والتي تواجه الشمال 10٪ من الزجاج بواسطة المساحة الأرضية الإجمالية، 6 م  2 </ سوب> من وسوف يتطلب ذلك الزجاج الكتلة الحرارية الإضافية. لذلك، 36-48 متر مطلوب  2 </ سوب> من الطاقة الشمسية المعرضة الكتلة الحرارية. المتطلبات الدقيقة تختلف من المناخ المناخ ل.

### الكتلة الحرارية للحد من الإفراط في التدفئة في فصل الصيف
يتم وضع مثالي الكتلة الحرارية داخل المبنى حيث محمية من الحصول على الطاقة الشمسية المباشرة، ولكن تتعرض لشاغلي المبنى. وبالتالي فإنه الأكثر ارتباطا متينا بلاطات الأسقف الخرسانية في المباني ذات تهوية طبيعية أو منخفضة الطاقة التهوية ميكانيكيا حيث يتم ترك باطن الخرسانة المعرضة للمساحة المحتلة.
خلال المكاسب الحرارة يوم من أشعة الشمس، وشاغلي المبنى، وأي الإضاءة الكهربائية والمعدات، ويتسبب في ارتفاع درجات حرارة الجو في الفضاء لزيادة ولكن يتم امتصاص هذه الحرارة التي تتعرض فوق البلاطة الخرسانية، مما يحد من ارتفاع درجة الحرارة داخل الفضاء لتكون ضمن المستويات المقبولة للراحة الحرارية الإنسان. وبالإضافة إلى ذلك درجة حرارة السطح السفلي للبلاطة الخرسانة تمتص أيضا مشع الحرارة مباشرة من شاغلي تستفيد أيضا راحتهم الحرارية.
في نهاية اليوم الذي لوح وبدوره استعد، والآن، لأن درجات الحرارة الخارجية خفض الحرارة ويمكن إطلاق سراحهم، ولوح تبريده على استعداد للبدء في اليوم التالي. لكن هذا «التجديد» عملية لا تكون فعالة إلا إذا تم تشغيل نظام تهوية المبنى في الليل لحمل الحرارة من بلاطة. التهوية في المباني بشكل طبيعي فمن الطبيعي لتوفير فتحات النوافذ الآلي لتسهيل هذه العملية تلقائيا.

### المناخات الجافة (مثل الصحراء)
هذا هو الاستخدام التقليدي من الكتلة الحرارية. ومن الأمثلة على ذلك أدوبي أو صدم الأرض منازل. وظيفتها هي تعتمد اعتمادا كبيرا على واضح اختلاف درجة الحرارة نهاري ق. الجدار يعمل في الغالب إلى إعاقة انتقال الحرارة من الخارج إلى الداخل أثناء النهار. ارتفاع السعة الحرارية الحجمية وسمك يمنع الطاقة الحرارية من الوصول إلى السطح الداخلي. عندما انخفضت درجات الحرارة في الليل، والجدران إعادة تشع الظهر الطاقة الحرارية في السماء ليلا. في هذا التطبيق من المهم لهذه الجدران أن تكون واسعة لمنع انتقال الحرارة إلى الداخل.
استخدام الكتلة الحرارية في مختلف الظروف المناخية
الاستخدام الصحيح وتطبيق الكتلة الحرارية يعتمد على المناخ السائد في المنطقة.
الطقس الحار الرطب (على سبيل المثال الاستوائية وشبه الاستوائية) استخدام الكتلة الحرارية هي الأكثر تحديا في هذه البيئة حيث درجات الحرارة ليلا لا تزال مرتفعة. استخدامه هو في المقام الأول كبالوعة حرارة مؤقت. ومع ذلك، فإنه يجب أن تحتل موقعا استراتيجيا لمنع الإنهاك. وينبغي وضعها في المنطقة التي لم يتم كشفها مباشرة إلى الحصول على الطاقة الشمسية، ويسمح أيضا كاف تهوية ليلا لنقل الطاقة المخزونة بعيدا دون زيادة درجات الحرارة الداخلية أكثر من ذلك. وينبغي إذا لاستخدامها في جميع استخدامه بكميات الحكيم، ومرة أخرى ليس في سمك كبير.
قد تكون أنابيب المياه الباردة الحنفية واردة من خلال مشعات لاستخلاص الطاقة الحرارية الصيف من الجو. في معظم المناطق، ودرجة الحرارة الأولي هو 60 درجة. منذ السباكة الموجودة في أعماق الأرض، وانه معزول جيدا من حرارة النهار.

### مواد تستخدم عادة الكتلة الحرارية
- الماء. ماء لديها أعلى طاقة الحرارة الحجمية من جميع المواد المستخدمة بشكل شائع. عادة، يتم وضعه في وعاء كبير (ق)، الاكريليك أنابيب على سبيل المثال، في منطقة ذات أشعة الشمس المباشرة. ويمكن أيضا استخدامه لتشبع غيرها من أنواع المواد مثل التربة لزيادة السعة الحرارية.
- الخرسانة، الطوب الطيني، وغيرها من أشكال البناء. في التوصيل الحراري وملموسة يعتمد على تكوينها وأسلوب المعالجة. خرسانة بالحجارة أكثر موصل حراريا من الخرسانة مع الرماد، البيرلايت، والألياف، وغيرها من المجاميع العازلة.
- عزل المواد تستخدم عادة لتوفير الكتلة الحرارية لبناء. نماذج الخرسانة العازلة أو ICF توفير القدرة حرارة معينة وكتلة من الخرسانة. الخمول الحراري لهيكل مرتفع للغاية لأنه يتم عزل الكتلة على كلا الجانبين.

```
والوسخ
 السعة الحرارية يعتمد على كثافتها، ومحتوى الرطوبة، شكل جسيمات، درجة الحرارة، وتكوينها. بنيت المستوطنين في وقت مبكر إلى ولاية نبراسكا منازل ذات جدران سميكة مصنوعة من التراب والاحمق لمواد البناء الخشب والحجر، وغيرها كانت نادرة. قدمت أقصى سماكة الجدران بعض العزل، ولكنه كان أساسا الكتلة الحرارية، امتصاص الطاقة الحرارية خلال النهار، وإطلاقه خلال الليل. في الوقت الحاضر، يستخدم الناس في بعض 
الأحيانالأرض تأوي
 حول منازلهم لنفس الغرض. في الأرض إيواء، والكتلة الحرارية لا يأتي فقط من جدران المبنى، ولكن من الأرض المحيطة بها التي هي في اتصال جسدي مع المبنى. هذا يوفر ثابتة إلى حد ما، ودرجة الحرارة المعتدلة تقلل من تدفق الحرارة من خلال الجدار المجاور.
```

- c ويستخدم كمادة بناء لإنشاء الخارج، وربما أيضا من الداخل، وجدران المنازل. سجل المنازل تختلف عن بعض مواد البناء الأخرى المذكورة أعلاه لأن الخشب الصلب على حد سواء معتدل R-القيمة (العزل)، وكتلة حرارية كبيرة أيضا. في المقابل، والمياه، والأرض، والصخور، وملموسة كل تعاني من انخفاض قيم R-[2]

### تخزين الطاقة الموسمية
إذا تم استخدام الشامل بما فيه الكفاية فإنه يمكن خلق ميزة الموسمية. وهذا هو، فإنه يمكن أن الحرارة في الشتاء وباردا في الصيف. ويسمى هذا في بعض الأحيان سلبية تخزين الحرارة السنوي أو PAHS". وقد استخدم النظام PAHS بنجاح في 7000 قدم في ولاية كولورادو، وفي عدد من المنازل في ولاية مونتانا.
1. ↑  ، D. البيت الشمسية:. التدفئة والتبريد السلبي. تشلسي شركة النشر الأخضر، وعام 2002
2. ↑  [الكتلة الحرارية وفورات في الطاقة المحتملة في المباني السكنية]